# あきだわら
あきだわら は、日本のイネの品種名および銘柄名である。農研機構作物研究所の稲マーカー育種研究チーム・低コスト稲育種研究チームが育成した。温暖地においては中生の水稲品種。地方系統名は「関東222号」である。良食味・短稈・耐倒伏性の多収米品種として、2009年に命名された。名称は、秋に並ぶ米俵を意味しており、多収米であることを表している。

## 概要
温暖地においては「日本晴」と出穂期が同時期となる中生の水稲品種である。一穂あたりの籾数が多いため、多肥栽培した場合、標準施肥栽培の「コシヒカリ」と比べて30％程度多収となる。通常水稲は多肥条件にすると収量が多収となるが、タンパク質含有量も増える。タンパク質含有量の多い米は食味が劣るとされる。しかし、あきだわらは750kg/10aを超える多肥多収条件であっても玄米タンパク質含有率は6％にとどまった。耐倒伏性はコシヒカリに優る。 葉いもち・穂いもち病の圃場抵抗性は高くない。
- 出願番号:23503
- 出願日:2009年2月24日
- 登録番号:20717
- 登録日:2011年3月18日
- 育成者権の存続期間:25年(満了日:2036年3月18日)
- 交配系譜

| ミレニシキ（農林366号） | ミレニシキ（農林366号） | ミレニシキ（農林366号） | ミレニシキ（農林366号） | ミレニシキ（農林366号） | ミレニシキ（農林366号） |  |  | イクヒカリ | イクヒカリ | イクヒカリ | イクヒカリ | イクヒカリ | イクヒカリ |  |  |  |  |  |  |
| ミレニシキ（農林366号） | ミレニシキ（農林366号） | ミレニシキ（農林366号） | ミレニシキ（農林366号） | ミレニシキ（農林366号） | ミレニシキ（農林366号） |  |  | イクヒカリ | イクヒカリ | イクヒカリ | イクヒカリ | イクヒカリ | イクヒカリ |  |  |  |  |  |  |
|                         |                         |                         |                         |                         |                         |  |  |            |            |            |            |            |            |  |  |  |  |  |  |
|                         |                         |                         |                         | あきだわら              |                         |  |  |            |            |            |            |            |            |  |  |  |  |  |  |